# 下半山村
下半山村（しもはやまむら）は、高知県高岡郡にあった村。現在の津野町の中心部にあたる。

## 地理
- 山岳：蟠蛇森
- 河川：新荘川

## 歴史
- 1889年（明治22年）4月1日 - 町村制の施行により、窪川村・貝ノ川村・三間ノ川村・姫之野村・新土居村の区域をもって発足。旧三間ノ川村樺ノ川・西谷、旧姫之野村・大野村・窪川村永野が大字となる。
- 1956年（昭和31年）9月30日 - 上半山村と合併して葉山村が発足。同日下半山村廃止。